# 도리이 다다요시
도리이 다다요시(일본어: 鳥居 忠吉 토리이 타다요시[*], 생년 미상 ~ 1572년 5월 2일)는 센고쿠 시대의 무장이다. 마쓰다이라씨의 가신으로, 마쓰다이라 기요야스, 히로타다, 도쿠가와 이에야스를 섬겼다. 미카와국 헤키카이 군의 와타리 성을 다스렸다. 자식으로는 다다무네, 혼오이하쿠, 모토타다, 다다히로가 있다.
태어난 해는 알려져 있지 않다. 기요야스와 히로타다가 차례로 죽은 이후 이마가와 씨 밑에서 볼모 생활을 하던 이에야스를 보필했으며, 1560년 오케하자마 전투에 참전하기도 했다. 만년에는 오카자키 성의 수비를 맡았으며, 1572년 병으로 죽었다. 1547년에 장남 다다무네가 전투로 죽었고, 차남 혼오이하쿠는 출가하였기에 가독은 셋째 아들인 모토타다가 물려받았다.
묘소는 차남 혼이오하쿠가 주지로 있었으며, 지금의 아이치현 니시오시에 세워져 있는 후타이인 (不退院)이다.